# Fabián Gómez (golfista)
Fabián Gómez (Resistencia, Argentina; 27 de octubre de 1978) es un golfista profesional participante en numerosos torneos internacionales. Entre ellos el PGA Tour, Nationwide Tour, PGA Tour Latinoamérica y el Tour de las Américas.
Consiguió tres victorias en Tour de las Américas, además de otras tres en el TPG Tour Argentino. Quedó segundo en el Chaco Open en 2006, el TLA Players Championship en 2006 y en el Venezuela Open en 2007. Ganó el TPG Tour Ranking en 2009.
Debutó en el PGA Tour en 2011. En 2013, estuvo cerca de ganar el primer torneo en el PGA Tour, cuando finalizó segundo luego de llegar al último hoyo liderando, en el Abierto de Puerto Rico.
En 2015 obtiene el St. Jude Classic, de Memphis, y se convierte en el quinto argentino en obtener un torneo del PGA Tour.
Participó en los Juegos Olímpicos de Río de Janeiro 2016 representando a la Argentina.